# Jarmila Drábková
Jarmila Drábková (14. března 1934 Praha – 20. září 2024) byla česká lékařka. Přes 60 let se věnovala anesteziologii a resuscitaci. Byla přezdívána „první dáma české intenzivní medicíny“.

## Život
Jarmila Drábková maturovala na Reálném gymnáziu v Pardubicích. Poté vystudovala Fakultu všeobecného lékařství UK v Praze. Získala atestace z gynekologie a porodnictví, anesteziologie a resuscitace a urgentní medicíny. V roce 1997 založila oddělení následné intenzivní péče ve FN Motol, které do roku 2012 jako primářka vedla.
Vyučovala na 1. LF UK, na Vyšší zdravotnické škole Medea Praha, lékaře školila v IPVZ a ve vzdělávacích kurzech ČLK.

## Ocenění
- Rytířka českého lékařského stavu (2019)[2]
- Cena Jana Evangelisty Purkyně (2020)

## Dílo
Jarmila Drábková publikovala stovky článků v odborných časopisech, kapitoly v knihách i učebnice. 
- Akutní stavy v první linii (1997)
- Vádemékum novinek neodkladné péče (1999)
- Polytrauma v intenzivní medicíně (2002)
- Následná intenzivní péče (2018)